# Oyrières
Oyrières és un municipi francès situat al departament de l'Alt Saona i a la regió de Borgonya - Franc Comtat. L'any 2007 tenia 426 habitants.

## Demografia

### Població
El 2007 la població de fet d'Oyrières era de 426 persones. Hi havia 164 famílies, de les quals 40 eren unipersonals (16 homes vivint sols i 24 dones vivint soles), 44 parelles sense fills, 60 parelles amb fills i 20 famílies monoparentals amb fills.
La població ha evolucionat segons el següent gràfic:
Habitants censats

### Habitatges
El 2007 hi havia 175 habitatges, 161 eren l'habitatge principal de la família, 2 eren segones residències i 12 estaven desocupats. 163 eren cases i 12 eren apartaments. Dels 161 habitatges principals, 139 estaven ocupats pels seus propietaris, 21 estaven llogats i ocupats pels llogaters i 1 estava cedit a títol gratuït; 5 tenien dues cambres, 9 en tenien tres, 43 en tenien quatre i 104 en tenien cinc o més. 128 habitatges disposaven pel capbaix d'una plaça de pàrquing. A 56 habitatges hi havia un automòbil i a 83 n'hi havia dos o més.

### Piràmide de població
La piràmide de població per edats i sexe el 2009 era:
| Homes | Edats   | Dones |
| ----- | ------- | ----- |
| 0     | 95 o +  | 8     |
| 0     | 90 a 94 | 8     |
| 0     | 85 a 89 | 4     |
| 4     | 80 a 84 | 4     |
| 16    | 75 a 79 | 12    |
| 8     | 70 a 74 | 12    |
| 0     | 65 a 69 | 8     |
| 8     | 60 a 64 | 8     |
| 12    | 55 a 59 | 4     |
| 4     | 50 a 54 | 12    |
| 24    | 45 a 49 | 12    |
| 20    | 40 a 44 | 16    |
| 16    | 35 a 39 | 16    |
| 16    | 30 a 34 | 12    |
| 12    | 25 a 29 | 16    |
| 12    | 20 a 24 | 12    |
| 20    | 15 a 19 | 28    |
| 8     | 10 a 14 | 8     |
| 16    | 5 a 9   | 20    |
| 20    | 0 a 4   | 8     |

## Economia
El 2007 la població en edat de treballar era de 251 persones, 181 eren actives i 70 eren inactives. De les 181 persones actives 165 estaven ocupades (89 homes i 76 dones) i 16 estaven aturades (5 homes i 11 dones). De les 70 persones inactives 29 estaven jubilades, 19 estaven estudiant i 22 estaven classificades com a «altres inactius».

### Ingressos
El 2009 a Oyrières hi havia 164 unitats fiscals que integraven 421 persones, la mediana anual d'ingressos fiscals per persona era de 17.088 €.

### Activitats econòmiques
Dels 18 establiments que hi havia el 2007, 1 era d'una empresa alimentària, 1 d'una empresa de fabricació de material elèctric, 3 d'empreses de fabricació d'altres productes industrials, 3 d'empreses de construcció, 5 d'empreses de comerç i reparació d'automòbils, 1 d'una empresa de transport, 1 d'una empresa d'informació i comunicació, 1 d'una empresa de serveis, 1 d'una entitat de l'administració pública i 1 d'una empresa classificada com a «altres activitats de serveis».
Dels 5 establiments de servei als particulars que hi havia el 2009, 1 era un taller de reparació d'automòbils i de material agrícola, 2 guixaires pintors, 1 perruqueria i 1 restaurant.
L'únic establiment comercial que hi havia el 2009 era una fleca.
L'any 2000 a Oyrières hi havia 5 explotacions agrícoles.

## Equipaments sanitaris i escolars
El 2009 hi havia una escola elemental integrada dins d'un grup escolar amb les comunes properes formant una escola dispersa.

## Poblacions més properes
El següent diagrama mostra les poblacions més properes.